# Lymantria flavicilia
Lymantria flavicilia är en fjärilsart som beskrevs av George Francis Hampson 1910. Lymantria flavicilia ingår i släktet Lymantria och familjen tofsspinnare. Inga underarter finns listade i Catalogue of Life.